# گوستاوو پاپا
گوستاوو پاپا (به پرتغالی: Gustavo Saibt Martins) مهاجم اهل برزیل است که در شهر Gravataí و در تاریخ ۲۰ ژوئیهٔ ۱۹۷۹ به دنیا آمده‌است.
گوستاوو پاپا در تیم‌های فوتبال Grêmio سابقهٔ حضور دارد.